# Paulamys naso
Il ratto dal naso lungo di Paula (Paulamys naso  Musser, 1981) è l'unica specie del genere Paulamys (Musser, 1986), endemica dell'Isola di Flores.

## Descrizione
Roditore di piccole dimensioni, con lunghezza della testa e del corpo di 164 mm, la lunghezza della coda di 117 mm, la lunghezza del piede di 39,3 mm, la lunghezza delle orecchie di 24,2 mm e un peso fino a 122 g.

Il cranio presenta un rostro molto allungato e una scatola cranica ovale.

Sono caratterizzati dalla seguente formula dentaria:
La pelliccia è lunga e soffice, il colore del dorso è bruno-olivastro con dei riflessi marroni chiari e bistro. Le parti ventrali sono grigie chiare. Sono presenti dei peli più lunghi color seppia, specialmente sul fondo schiena. La pelle delle labbra, la superficie dorsale delle zampe è priva di pigmento. Le vibrisse sono scure e lunghe 60 mm. La parte superiore delle mani è ricoperta di pochi peli bruno-olivastri mentre le dita sono ricoperte di pochi peli biancastri. La parte superiore dei piedi è bruno olivastro. Gli artigli sono lunghi. Il pollice è munito di un'unghia. Il palmo delle mani ha 5 cuscinetti, mentre la pianta dei piedi ne ha 6. La coda è più corta della testa e del corpo ed è ricoperta densamente di piccoli peli, bruno-nerastri dorsalmente e grigi inferiormente. Sono presenti 13-19 anelli di scaglie per centimetro.

## Biologia

### Comportamento
È una specie terricola.

### Alimentazione
Si nutre di funghi, insetti, vermi, lumache e probabilmente anche di frutta.

## Distribuzione e habitat
Questa specie è endemica delle montagne dell'Isola di Flores.
Vive nelle foreste pluviali tropicali montane tra i 1.000 e 2.000 metri di altitudine. È tollerante probabilmente ad un leggero degrado del proprio habitat.

## Conservazione
La specie è stata originariamente descritta da un frammento subfossile. Un individuo catturato è stato successivamente identificato come appartenere a questo genere.

La IUCN Red List, considerato l'areale limitato e frammentato e il continuo declino della qualità del proprio habitat, classifica P.naso come specie in pericolo (EN).